# 塔爾 (阿肯色州)
塔爾（英語：Tull）是一個位於美國阿肯色州格蘭特縣的市鎮。

## 地理
塔爾的座標為34°26′47″N 92°34′53″W / 34.44639°N 92.58139°W，而該地的平均海拔高度為107米（即351英尺）。

## 人口
根據2020年美國人口普查的數據，塔爾的面積為10.61平方千米，當中陸地面積為10.44平方千米，而水域面積為0.17平方千米。當地共有人口484人，而人口密度為每平方千米45人。